# Храм Святого Иоанна Златоуста (Ялта)
Храм Святителя Иоанна Златоуста — православный храм в Ялте, первый соборный храм города. Был уничтожен в 1942 году и восстановлен в 1998 году. Находится на Поликуровском холме и окружен кипарисовым парком. Является одной из достопримечательностей Ялты и Крыма. Принадлежит к Ялтинскому благочинию Симферопольской и Крымской епархии Русской православной церкви.

## Архитектура
Храм был возведён по чертежам архитектора Георгия Торичелли. Состоял из пиленных известковых блоков, окрашенных в жёлтые тона, в стиле неоготики. Храм венчало пять куполов, покрытых сусальным золотом. Особое изящество придавала храму трехъярусная колокольня, возвышающаяся на 45 метров над уровнем моря. Колокольня получила статус «главного градостроительного и навигационного ориентира города» и была внесена во все международные карты (лоции) Чёрного моря. Вокруг храма располагалось старое кладбище, остатки которого сохранились до сих пор.

## История

### Основание
История храма неразрывно связана с генерал-губернатором Новороссийского края графом Михаилом Воронцовым. Он решил основать соборный храм для будущего города за государственный счёт. Место постройки было выбрано неслучайно — холм, на котором стоит церковь, своим юго-западным отрогом спускается к побережью, образуя мыс, называемый местными жителями мысом Святого Иоанна. Предполагают, что когда-то здесь уже была церковь, уничтоженная турками во время войны в 1774 году. Проектом собора в 1830-е годы занимался архитектор из Одессы Георгий Торичелли. Строился собор с 1832 по 1837 годы.
Освящение храма архиепископом Гавриилом произошло 16 сентября 1837 года, а на следующий день Ялте был присвоен статус города. Император Николай I со своей семьёй побывал в соборе сразу после его освящения. Рядом с собором была построена трёхъярусная колокольня.

### Перестройка
В начале 1880-х годов собор святого Иоанна Златоуста претерпел существенную перестройку под руководством городского архитектора Николая Краснова. На основании собственных чертежей и эскизов он расширил здание собора и уменьшил количество куполов до одного большого, придав храму черты византийского стиля. Средства на работы по улучшению храма пожертвовал городской голова Ялты — барон Андрей Врангель. В 1883 году появился новый придел — в честь апостола Андрея Первозванного.
С 1913 по 1932 год в храме служил протоиерей Димитрий Киранов, в будущем священномученик.

### Разрушение
После революции и окончательного установления советской власти в Крыму, храм был закрыт в 1937-м году. Из него сделали продуктовый склад. В Ялте до войны проживали немецкие колонисты, которых выселили после объявления войны в 1941 году. Когда пришли в Ялту немцы в 1941 году, они заняли квартиры выселенных, а их имущество свезли в собор с намерением вернуть его владельцам. В 1942 году неизвестными склад церкви был ограблен и подожжён. Церковь горела всю ночь и была полностью уничтожена. Обуглившиеся стены стояли до середины 1950-х годов. Впоследствии стены храма были разобраны на камень, а церковная площадь стала местом для вещевого рынка. Но высокая колокольня осталась стоять, потому что она была нанесена во все карты как навигационный знак. Благодаря протесту английской навигационной компании, советские власти решили сохранить колокольню.

### Восстановление
После падения советской власти благодаря священнику протоиерею Владиславу Шмидту, который по настоящий момент является настоятелем, в 1994 году началось воссоздание храма. Автором нового проекта стала крымский архитектор А. В. Петрова. В архиве Воронцовского дворца она нашла чертежи первого архитектора Торичелли, и за три года храм был воссоздан в том же виде, как и при графе Воронцове. 26 ноября 1997 года в стенах строящегося храма была отслужена Божественная литургия. 26 ноября 1998 года храм был освящён архиепископом Симферопольским и Крымским Лазарем (Швецом). 22 декабря 1999 года над храмом были подняты святые кресты.